# Poproč (Košice-okolie)
Poproč es un municipio del distrito de Košice-okolie en la región de Košice, Eslovaquia, con una población estimada a final del año 2024 de 2647 habitantes.
Se encuentra ubicado en el centro de la región, en la cuenca hidrográfica del río Sajó (afluente derecho del Tisza) y cerca de la frontera con la región de Prešov y con Hungría.

## Demografía
| Año        | 1994 | 2004    | 2014    | 2024    |
| ---------- | ---- | ------- | ------- | ------- |
| Población  | 2831 | 2811    | 2774    | 2647    |
| Diferencia |      | −0,70 % | −1,31 % | −4,57 % |

| Año        | 2023 | 2024    |
| ---------- | ---- | ------- |
| Población  | 2651 | 2647    |
| Diferencia |      | −0,15 % |